# 35283 Bradtimerson
35283 Bradtimerson este o planetă minoră (asteroid) din centura de asteroizi. A fost descoperită pe 5 octombrie 1996 la Observatorul Palomar de George R. Viscome⁠(d). 
Obiectul prezintă o orbită caracterizată de o semiaxă mare de 2,6796236 UAi, o excentricitate de 0,03, o înclinație de 0,81114 ° în raport cu ecliptica.